# EuroBasket Femenino
El Campeonato Europeo de Baloncesto Femenino (conocido habitualmente como EuroBasket Femenino) es la máxima competición entre selecciones nacionales europeas de baloncesto femenino. Está organizado desde el año 1938 por la Federación Europea de Baloncesto (FIBA Europa). Actualmente se celebra todos los años impares. 

## Historia
La primera edición del torneo tuvo lugar en el año 1938 en la Italia fascista, con la participación de únicamente 5 equipos. Aunque perdieron contra Lituania por 23 a 21, el equipo local se alzó con la medalla de oro. La Segunda Guerra Mundial, que empezó al año siguiente, hizo que se interrumpiera la celebración del torneo, que no vería su segunda edición hasta doce años después, en 1950 en Hungría.
A partir de ahí, y hasta 1980, el campeonato se celebraría cada año par (al contrario que el torneo masculino que se celebraba cada año impar). Esta época estuvo marcada por la dominación de la Unión Soviética, que en estos treinta años se alzó con la medalla de oro en 15 ocasiones, cayendo únicamente una vez, en 1958, donde una derrota contra Bulgaria en la prórroga en la fase final, por 54 a 51, haría que se llevasen la medalla de plata. Esta sería la única vez en sus 22 participaciones que no ganaron la medalla de oro.
Tras los Juegos Olímpicos de 1980 y la celebración del torneo también ese mismo año, se decidió cambiar y que pasara a celebrarse cada año impar, al igual que el torneo masculino. En los primeros años de esta época la Unión Soviética continuó siendo la potencia dominante, aunque a finales de la década comenzó su declive. Su última participación sería en la edición de 1991, celebrada en Israel, donde se alzarían con su último oro tras derrotar a Yugoslavia en la final por 97 a 84.
La disolución de la Unión Soviética abrió la puerta al éxito de otros países, e hizo el campeonato mucho menos predecible, ya que hasta entonces los resultados siempre lo eran: la Unión Soviética se llevaba el oro, y la medalla de plata era para algún país del este de Europa. El torneo de 1983 sería la primera vez en la que se enfrentaron en la final dos equipos de Europa Occidental, con España consiguiendo su primera medalla tras derrotar a Francia por 63 a 53. A partir de aquí el torneo tuvo prácticamente un ganador distinto cada año hasta 2007, donde Rusia consiguió su segunda medalla de oro tras la lograda en 2003, hecho que repetiría en 2011.
La década de 2010 estuvo marcada por el éxito de España, que se adjudicó tres medallas de oro en esos diez años. En este periodo destacan también las cinco medallas de plata de Francia, que llegó a la final en cinco ediciones consecutivas sin lograr ganar ninguna de ellas. Dos de esas derrotas fueron contra la selección Serbia que lograba su primera medalla y su primer campeonato en 2015, lo cual reeditaría en 2021. España logró el oro en dos ediciones consecutivas (2017 y 2019), siendo el primer equipo desde la Unión Soviética en 1991 en conseguirlo.
En 2023 Bélgica logró su primer título, tras derrotar a España en la final por 64 a 58.
En total, las 39 ediciones del torneo han sido ganadas por un total de 12 países diferentes. La nación más exitosa es la extinta Unión Soviética, con 21 títulos. Le sigue España con cuatro campeonatos, Rusia con tres y las selecciones de
Francia y Serbia con dos. Bélgica, Bulgaria, República Checa, Italia, Lituania, Polonia y Ucrania cierran el palmarés con un título cada una.

## Palmarés
| Edición        | Sede                                                                               |                 | Resultado |                 |                | Resultado | 4º puesto       |
| -------------- | ---------------------------------------------------------------------------------- | --------------- | --------- | --------------- | -------------- | --------- | --------------- |
| I (1938)       | (Roma)                                                                             | Italia          | Liga      | Lituania        | Polonia        | Liga      | Francia         |
| II (1950)      | (Budapest)                                                                         | Unión Soviética | Liga      | Hungría         | Checoslovaquia | Liga      | Francia         |
| III (1952)     | (Moscú)                                                                            | Unión Soviética | Liga      | Checoslovaquia  | Hungría        | Liga      | Bulgaria        |
| IV (1954)      | (Belgrado)                                                                         | Unión Soviética | Liga      | Checoslovaquia  | Bulgaria       | Liga      | Hungría         |
| V (1956)       | (Praga)                                                                            | Unión Soviética | 49–41     | Hungría         | Checoslovaquia | 91–60     | Bulgaria        |
| VI (1958)      | (Łódź)                                                                             | Bulgaria        | Liga      | Unión Soviética | Checoslovaquia | Liga      | Yugoslavia      |
| VII (1960)     | (Sofía)                                                                            | Unión Soviética | Liga      | Bulgaria        | Checoslovaquia | Liga      | Polonia         |
| VIII (1962)    | (Mulhouse)                                                                         | Unión Soviética | 63–46     | Checoslovaquia  | Bulgaria       | 48–36     | Rumanía         |
| IX (1964)      | (Budapest)                                                                         | Unión Soviética | 55–53     | Bulgaria        | Checoslovaquia | 68–47     | Rumanía         |
| X (1966)       | (Cluj-Napoca)                                                                      | Unión Soviética | 74–66     | Checoslovaquia  | RDA            | 65–60     | Rumanía         |
| XI (1968)      | (Catania)                                                                          | Unión Soviética | Liga      | Yugoslavia      | Polonia        | Liga      | RDA             |
| XII (1970)     | (Leeuwarden)                                                                       | Unión Soviética | 94–33     | Francia         | Yugoslavia     | 77–66     | Bulgaria        |
| XIII (1972)    | (Burgas)                                                                           | Unión Soviética | Liga      | Bulgaria        | Checoslovaquia | Liga      | Francia         |
| XIV (1974)     | (Cagliari)                                                                         | Unión Soviética | Liga      | Checoslovaquia  | Italia         | Liga      | Hungría         |
| XV (1976)      | (Clermont-Ferrand)                                                                 | Unión Soviética | Liga      | Checoslovaquia  | Bulgaria       | Liga      | Francia         |
| XVI (1978)     | (Poznań)                                                                           | Unión Soviética | Liga      | Yugoslavia      | Checoslovaquia | Liga      | Francia         |
| XVII (1980)    | (Bosna)                                                                            | Unión Soviética | 95–49     | Polonia         | Yugoslavia     | 61–57     | Checoslovaquia  |
| XVIII (1981)   | (Ancona)                                                                           | Unión Soviética | 85–42     | Polonia         | Checoslovaquia | 76–74     | Yugoslavia      |
| XIX (1983)     | (Budapest)                                                                         | Unión Soviética | 91–70     | Bulgaria        | Hungría        | 82–79     | Yugoslavia      |
| XX (1985)      | (Treviso)                                                                          | Unión Soviética | 103–69    | Bulgaria        | Hungría        | 103–76    | Checoslovaquia  |
| XXI (1987)     | (Cádiz)                                                                            | Unión Soviética | 83–73     | Yugoslavia      | Hungría        | 75–67     | Checoslovaquia  |
| XXII (1989)    | (Varna)                                                                            | Unión Soviética | 64–61     | Checoslovaquia  | Bulgaria       | 79–69     | Yugoslavia      |
| XXIII (1991)   | (Tel Aviv)                                                                         | Unión Soviética | 97–84     | Yugoslavia      | Hungría        | 65–61     | Bulgaria        |
| XXIV (1993)    | (Perugia)                                                                          | España          | 63–53     | Francia         | Eslovaquia     | 68–67     | Italia          |
| XXV (1995)     | (Brno)                                                                             | Ucrania         | 77–66     | Italia          | Rusia          | 69–50     | Eslovaquia      |
| XXVI (1997)    | (Budapest)                                                                         | Lituania        | 72–62     | Eslovaquia      | Alemania       | 86–61     | Hungría         |
| XXVII (1999)   | (Katowice)                                                                         | Polonia         | 59–56     | Francia         | Rusia          | 78–49     | Eslovaquia      |
| XXVIII (2001)  | (Le Mans)                                                                          | Francia         | 73–68     | Rusia           | España         | 89–74     | Lituania        |
| XXIX (2003)    | (Patras)                                                                           | Rusia           | 59–56     | República Checa | España         | 87–81     | Polonia         |
| XXX (2005)     | (Ankara)                                                                           | República Checa | 72–70     | Rusia           | España         | 83–65     | Lituania        |
| XXXI (2007)    | (Chieti)                                                                           | Rusia           | 74–68     | España          | Bielorrusia    | 72–63     | Letonia         |
| XXXII (2009)   | (Riga)                                                                             | Francia         | 57–53     | Rusia           | España         | 63–56     | Bielorrusia     |
| XXXIII (2011)  | (Łódź)                                                                             | Rusia           | 59–42     | Turquía         | Francia        | 63–56     | República Checa |
| XXXIV (2013)   | (Orchies)                                                                          | España          | 70–69     | Francia         | Turquía        | 92–71     | Serbia          |
| XXXV (2015)    | Final: (Budapest) (Grupos: Timișoara, Oradea, Szombathely, Sopron, Debrecen, Győr) | Serbia          | 76–68     | Francia         | España         | 74–58     | Bielorrusia     |
| XXXVI (2017)   | (Praga)                                                                            | España          | 71–55     | Francia         | Bélgica        | 78–45     | Grecia          |
| XXXVII (2019)  | Final: (Belgrado) (Grupos: Riga, Niš, Zrenjanin)                                   | España          | 86–66     | Francia         | Serbia         | 81–55     | Gran Bretaña    |
| XXXVIII (2021) | Final: (Valencia) (Grupos: Valencia, Estrasburgo)                                  | Serbia          | 63–54     | Francia         | Bélgica        | 77–69     | Bielorrusia     |
| XXXIX (2023)   | Final: (Liubliana) (Grupos: Tel Aviv, Liubliana)                                   | Bélgica         | 64–58     | España          | Francia        | 82–68     | Hungría         |
| XL (2025)      | Final: (El Pireo) (Grupos: El Pireo, Bolonia, Brno, Hamburgo)                      | Bélgica         | 67–65     | España          | Italia         | 69–54     | Francia         |
| XLI (2027)     | Final: (Vilnius) (Grupos: Amberes, Estocolmo, Vilnius, Espoo)                      |                 |           |                 |                |           |                 |

## Medallero
- Actualizado tras el Campeonato Europeo de Baloncesto Femenino de 2025.

| Núm. | País            | Oro | Plata | Bronce | Total |
| ---- | --------------- | --- | ----- | ------ | ----- |
| 1    | Rusia           | 24  | 4     | 2      | 30    |
| 2    | España          | 4   | 3     | 5      | 12    |
| 3    | Francia         | 2   | 8     | 2      | 12    |
| 4    | Serbia          | 2   | 4     | 3      | 9     |
| 5    | Bélgica         | 2   | 0     | 2      | 4     |
| 6    | República Checa | 1   | 8     | 8      | 17    |
| 7    | Bulgaria        | 1   | 5     | 4      | 10    |
| 8    | Polonia         | 1   | 2     | 2      | 5     |
| 9    | Italia          | 1   | 1     | 2      | 4     |
| 10   | Lituania        | 1   | 1     | 0      | 2     |
| 11   | Ucrania         | 1   | 0     | 0      | 1     |
| 12   | Hungría         | 0   | 2     | 5      | 7     |
| 13   | Eslovaquia      | 0   | 1     | 1      | 2     |
| 13   | Turquía         | 0   | 1     | 1      | 2     |
| 14   | Alemania        | 0   | 0     | 2      | 2     |
| 15   | Bielorrusia     | 0   | 0     | 1      | 1     |
|      | TOTAL           | 40  | 40    | 40     | 120   |

1. ↑  Incluye las medallas obtenidas por la URSS.
2. ↑  Incluye las medallas obtenidas por Yugoslavia.
3. ↑  Incluye las medallas obtenidas por Checoslovaquia.
4. ↑  Incluye las medallas obtenidas por la RDA.

## Participaciones
| Equipo               | 1938                             | 1950                             | 1952                             | 1954                             | 1956                             | 1958                             | 1960                             | 1962                             | 1964                             | 1966                             | 1968                             | 1970                             | 1972                             | 1974                             | 1976                             | 1978                             | 1980                             | 1981                             | 1983                             | 1985                             | 1987                             | 1989                             |
| Austria              |                                  | 10º                              | 9º                               | 8º                               | 8º                               | 10º                              |                                  |                                  |                                  |                                  |                                  | 11º                              | 12º                              |                                  |                                  |                                  |                                  |                                  |                                  |                                  |                                  |                                  |
| Alemania             |                                  |                                  |                                  | 9º                               | 15º                              |                                  |                                  |                                  |                                  | 12º                              | 13º                              |                                  |                                  | 10º                              | 13º                              | 12º                              |                                  | 10º                              | 12º                              |                                  |                                  |                                  |
| Alemania Democrática |                                  |                                  | 12º                              |                                  |                                  | 9º                               |                                  |                                  | 6º                               | 3º                               | 4º                               |                                  | 7º                               |                                  |                                  |                                  |                                  |                                  |                                  |                                  |                                  |                                  |
| Bielorrusia          | como parte de la Unión Soviética | como parte de la Unión Soviética | como parte de la Unión Soviética | como parte de la Unión Soviética | como parte de la Unión Soviética | como parte de la Unión Soviética | como parte de la Unión Soviética | como parte de la Unión Soviética | como parte de la Unión Soviética | como parte de la Unión Soviética | como parte de la Unión Soviética | como parte de la Unión Soviética | como parte de la Unión Soviética | como parte de la Unión Soviética | como parte de la Unión Soviética | como parte de la Unión Soviética | como parte de la Unión Soviética | como parte de la Unión Soviética | como parte de la Unión Soviética | como parte de la Unión Soviética | como parte de la Unión Soviética | como parte de la Unión Soviética |
| Bélgica              |                                  | 8º                               |                                  |                                  |                                  |                                  | 10º                              | 10º                              |                                  |                                  | 7º                               | 12º                              |                                  |                                  | 12º                              |                                  | 13º                              |                                  |                                  | 12º                              |                                  |                                  |
| Bosnia y Herzegovina | como parte de Yugoslavia         | como parte de Yugoslavia         | como parte de Yugoslavia         | como parte de Yugoslavia         | como parte de Yugoslavia         | como parte de Yugoslavia         | como parte de Yugoslavia         | como parte de Yugoslavia         | como parte de Yugoslavia         | como parte de Yugoslavia         | como parte de Yugoslavia         | como parte de Yugoslavia         | como parte de Yugoslavia         | como parte de Yugoslavia         | como parte de Yugoslavia         | como parte de Yugoslavia         | como parte de Yugoslavia         | como parte de Yugoslavia         | como parte de Yugoslavia         | como parte de Yugoslavia         | como parte de Yugoslavia         | como parte de Yugoslavia         |
| Bulgaria             |                                  |                                  | 4º                               | 3º                               | 4º                               | 1º                               | 2º                               | 3º                               | 2º                               | 7º                               | 5º                               | 4º                               | 2º                               | 5º                               | 3º                               | 7º                               | 5º                               | 5º                               | 2º                               | 2º                               | 9º                               | 3º                               |
| Checoslovaquia       |                                  | 3º                               | 2º                               | 2º                               | 3º                               | 3º                               | 3º                               | 2º                               | 3º                               | 2º                               | 9º                               | 5º                               | 3º                               | 2º                               | 2º                               | 3º                               | 4º                               | 3º                               | 6º                               | 4º                               | 4º                               | 2º                               |
| Croacia              | como parte de Yugoslavia         | como parte de Yugoslavia         | como parte de Yugoslavia         | como parte de Yugoslavia         | como parte de Yugoslavia         | como parte de Yugoslavia         | como parte de Yugoslavia         | como parte de Yugoslavia         | como parte de Yugoslavia         | como parte de Yugoslavia         | como parte de Yugoslavia         | como parte de Yugoslavia         | como parte de Yugoslavia         | como parte de Yugoslavia         | como parte de Yugoslavia         | como parte de Yugoslavia         | como parte de Yugoslavia         | como parte de Yugoslavia         | como parte de Yugoslavia         | como parte de Yugoslavia         | como parte de Yugoslavia         | como parte de Yugoslavia         |
| Dinamarca            |                                  |                                  |                                  | 10º                              | 13º                              |                                  |                                  |                                  |                                  |                                  |                                  |                                  |                                  | 13º                              |                                  |                                  |                                  |                                  |                                  |                                  |                                  |                                  |
| Escocia              |                                  |                                  |                                  |                                  | 16º                              |                                  |                                  |                                  |                                  |                                  |                                  |                                  |                                  |                                  |                                  |                                  |                                  |                                  |                                  |                                  |                                  |                                  |
| Eslovaquia           | como parte de Checoslovaquia     | como parte de Checoslovaquia     | como parte de Checoslovaquia     | como parte de Checoslovaquia     | como parte de Checoslovaquia     | como parte de Checoslovaquia     | como parte de Checoslovaquia     | como parte de Checoslovaquia     | como parte de Checoslovaquia     | como parte de Checoslovaquia     | como parte de Checoslovaquia     | como parte de Checoslovaquia     | como parte de Checoslovaquia     | como parte de Checoslovaquia     | como parte de Checoslovaquia     | como parte de Checoslovaquia     | como parte de Checoslovaquia     | como parte de Checoslovaquia     | como parte de Checoslovaquia     | como parte de Checoslovaquia     | como parte de Checoslovaquia     | como parte de Checoslovaquia     |
| Eslovenia            | como parte de Yugoslavia         | como parte de Yugoslavia         | como parte de Yugoslavia         | como parte de Yugoslavia         | como parte de Yugoslavia         | como parte de Yugoslavia         | como parte de Yugoslavia         | como parte de Yugoslavia         | como parte de Yugoslavia         | como parte de Yugoslavia         | como parte de Yugoslavia         | como parte de Yugoslavia         | como parte de Yugoslavia         | como parte de Yugoslavia         | como parte de Yugoslavia         | como parte de Yugoslavia         | como parte de Yugoslavia         | como parte de Yugoslavia         | como parte de Yugoslavia         | como parte de Yugoslavia         | como parte de Yugoslavia         | como parte de Yugoslavia         |
| España               |                                  |                                  |                                  |                                  |                                  |                                  |                                  |                                  |                                  |                                  |                                  |                                  |                                  | 12º                              | 10º                              | 11º                              | 10º                              |                                  | 11º                              | 10º                              | 6º                               |                                  |
| Inglaterra           |                                  |                                  |                                  |                                  |                                  |                                  |                                  |                                  |                                  |                                  |                                  |                                  |                                  |                                  |                                  |                                  | 14º                              |                                  |                                  |                                  |                                  |                                  |
| Finlandia            |                                  |                                  | 11º                              |                                  | 11º                              |                                  |                                  |                                  |                                  |                                  |                                  |                                  |                                  |                                  |                                  |                                  | 12º                              | 12º                              |                                  |                                  | 12º                              |                                  |
| Francia              | 4º                               | 4º                               | 7º                               | 6º                               | 7º                               | 6º                               |                                  | 8º                               | 10º                              | 11º                              | 11º                              | 2º                               | 4º                               | 7º                               | 4º                               | 4º                               | 11º                              |                                  |                                  | 8º                               | 8º                               | 8º                               |
| Gran Bretaña         |                                  |                                  |                                  |                                  | X                                |                                  |                                  |                                  |                                  |                                  |                                  |                                  |                                  |                                  |                                  |                                  | X                                |                                  |                                  |                                  |                                  |                                  |
| Grecia               |                                  |                                  |                                  |                                  |                                  |                                  |                                  |                                  |                                  |                                  |                                  |                                  |                                  |                                  |                                  |                                  |                                  |                                  |                                  |                                  |                                  |                                  |
| Hungría              |                                  | 2º                               | 3º                               | 4º                               | 2º                               | 7º                               | 9º                               | 7º                               | 8º                               | 9º                               | 10º                              | 10º                              | 6º                               | 4º                               | 8º                               | 6º                               | 7º                               | 9º                               | 3º                               | 3º                               | 3º                               | 7º                               |
| Israel               |                                  | 11º                              |                                  |                                  |                                  |                                  |                                  |                                  |                                  |                                  |                                  |                                  |                                  |                                  |                                  |                                  |                                  |                                  |                                  |                                  |                                  |                                  |
| Italia               | 1º                               | 5º                               | 6º                               | 7º                               | 6º                               |                                  | 7º                               | 9º                               | 9º                               | 10º                              | 6º                               | 9º                               | 10º                              | 3º                               | 7º                               | 9º                               | 9º                               | 7º                               | 5º                               | 7º                               | 5º                               | 5º                               |
| Letonia              | como parte de la Unión Soviética | como parte de la Unión Soviética | como parte de la Unión Soviética | como parte de la Unión Soviética | como parte de la Unión Soviética | como parte de la Unión Soviética | como parte de la Unión Soviética | como parte de la Unión Soviética | como parte de la Unión Soviética | como parte de la Unión Soviética | como parte de la Unión Soviética | como parte de la Unión Soviética | como parte de la Unión Soviética | como parte de la Unión Soviética | como parte de la Unión Soviética | como parte de la Unión Soviética | como parte de la Unión Soviética | como parte de la Unión Soviética | como parte de la Unión Soviética | como parte de la Unión Soviética | como parte de la Unión Soviética | como parte de la Unión Soviética |
| Lituania             | 2º                               | como parte de la Unión Soviética | como parte de la Unión Soviética | como parte de la Unión Soviética | como parte de la Unión Soviética | como parte de la Unión Soviética | como parte de la Unión Soviética | como parte de la Unión Soviética | como parte de la Unión Soviética | como parte de la Unión Soviética | como parte de la Unión Soviética | como parte de la Unión Soviética | como parte de la Unión Soviética | como parte de la Unión Soviética | como parte de la Unión Soviética | como parte de la Unión Soviética | como parte de la Unión Soviética | como parte de la Unión Soviética | como parte de la Unión Soviética | como parte de la Unión Soviética | como parte de la Unión Soviética | como parte de la Unión Soviética |
| Moldavia             | como parte de la Unión Soviética | como parte de la Unión Soviética | como parte de la Unión Soviética | como parte de la Unión Soviética | como parte de la Unión Soviética | como parte de la Unión Soviética | como parte de la Unión Soviética | como parte de la Unión Soviética | como parte de la Unión Soviética | como parte de la Unión Soviética | como parte de la Unión Soviética | como parte de la Unión Soviética | como parte de la Unión Soviética | como parte de la Unión Soviética | como parte de la Unión Soviética | como parte de la Unión Soviética | como parte de la Unión Soviética | como parte de la Unión Soviética | como parte de la Unión Soviética | como parte de la Unión Soviética | como parte de la Unión Soviética | como parte de la Unión Soviética |
| Montenegro           | como parte de Yugoslavia         | como parte de Yugoslavia         | como parte de Yugoslavia         | como parte de Yugoslavia         | como parte de Yugoslavia         | como parte de Yugoslavia         | como parte de Yugoslavia         | como parte de Yugoslavia         | como parte de Yugoslavia         | como parte de Yugoslavia         | como parte de Yugoslavia         | como parte de Yugoslavia         | como parte de Yugoslavia         | como parte de Yugoslavia         | como parte de Yugoslavia         | como parte de Yugoslavia         | como parte de Yugoslavia         | como parte de Yugoslavia         | como parte de Yugoslavia         | como parte de Yugoslavia         | como parte de Yugoslavia         | como parte de Yugoslavia         |
| Países Bajos         |                                  | 12º                              |                                  |                                  | 12º                              | 8º                               | 8º                               |                                  |                                  | 5º                               | 12º                              | 7º                               | 11º                              | 11º                              | 11º                              | 10º                              | 6º                               | 6º                               | 8º                               | 11º                              |                                  | 6º                               |
| Polonia              | 3º                               | 6º                               | 5º                               |                                  | 5º                               | 5º                               | 4º                               | 6º                               | 5º                               | 8º                               | 3º                               | 6º                               | 9º                               | 9º                               | 6º                               | 5º                               | 2º                               | 2º                               | 7º                               | 6º                               | 10º                              |                                  |
| Portugal             |                                  |                                  |                                  |                                  |                                  |                                  |                                  |                                  |                                  |                                  |                                  |                                  |                                  |                                  |                                  |                                  |                                  |                                  |                                  |                                  |                                  |                                  |
| República Checa      | como parte de Checoslovaquia     | como parte de Checoslovaquia     | como parte de Checoslovaquia     | como parte de Checoslovaquia     | como parte de Checoslovaquia     | como parte de Checoslovaquia     | como parte de Checoslovaquia     | como parte de Checoslovaquia     | como parte de Checoslovaquia     | como parte de Checoslovaquia     | como parte de Checoslovaquia     | como parte de Checoslovaquia     | como parte de Checoslovaquia     | como parte de Checoslovaquia     | como parte de Checoslovaquia     | como parte de Checoslovaquia     | como parte de Checoslovaquia     | como parte de Checoslovaquia     | como parte de Checoslovaquia     | como parte de Checoslovaquia     | como parte de Checoslovaquia     | como parte de Checoslovaquia     |
| Rumania              |                                  | 7º                               | 10º                              |                                  | 10º                              |                                  | 6º                               | 4º                               | 4º                               | 4º                               | 8º                               | 8º                               | 5º                               | 6º                               | 9º                               | 8º                               | 8º                               | 8º                               | 9º                               | 9º                               | 11º                              |                                  |
| Rusia                | como parte de la Unión Soviética | como parte de la Unión Soviética | como parte de la Unión Soviética | como parte de la Unión Soviética | como parte de la Unión Soviética | como parte de la Unión Soviética | como parte de la Unión Soviética | como parte de la Unión Soviética | como parte de la Unión Soviética | como parte de la Unión Soviética | como parte de la Unión Soviética | como parte de la Unión Soviética | como parte de la Unión Soviética | como parte de la Unión Soviética | como parte de la Unión Soviética | como parte de la Unión Soviética | como parte de la Unión Soviética | como parte de la Unión Soviética | como parte de la Unión Soviética | como parte de la Unión Soviética | como parte de la Unión Soviética | como parte de la Unión Soviética |
| Serbia               | como parte de Yugoslavia         | como parte de Yugoslavia         | como parte de Yugoslavia         | como parte de Yugoslavia         | como parte de Yugoslavia         | como parte de Yugoslavia         | como parte de Yugoslavia         | como parte de Yugoslavia         | como parte de Yugoslavia         | como parte de Yugoslavia         | como parte de Yugoslavia         | como parte de Yugoslavia         | como parte de Yugoslavia         | como parte de Yugoslavia         | como parte de Yugoslavia         | como parte de Yugoslavia         | como parte de Yugoslavia         | como parte de Yugoslavia         | como parte de Yugoslavia         | como parte de Yugoslavia         | como parte de Yugoslavia         | como parte de Yugoslavia         |
| Serbia y Montenegro  | como parte de Yugoslavia         | como parte de Yugoslavia         | como parte de Yugoslavia         | como parte de Yugoslavia         | como parte de Yugoslavia         | como parte de Yugoslavia         | como parte de Yugoslavia         | como parte de Yugoslavia         | como parte de Yugoslavia         | como parte de Yugoslavia         | como parte de Yugoslavia         | como parte de Yugoslavia         | como parte de Yugoslavia         | como parte de Yugoslavia         | como parte de Yugoslavia         | como parte de Yugoslavia         | como parte de Yugoslavia         | como parte de Yugoslavia         | como parte de Yugoslavia         | como parte de Yugoslavia         | como parte de Yugoslavia         | como parte de Yugoslavia         |
| Suecia               |                                  |                                  |                                  |                                  |                                  |                                  |                                  |                                  |                                  |                                  |                                  |                                  |                                  |                                  |                                  | 13º                              |                                  | 11º                              | 10º                              |                                  | 7º                               |                                  |
| Suiza                | 5º                               | 9º                               | 8º                               |                                  | 14º                              |                                  |                                  |                                  |                                  |                                  |                                  |                                  |                                  |                                  |                                  |                                  |                                  |                                  |                                  |                                  |                                  |                                  |
| Turquía              |                                  |                                  |                                  |                                  |                                  |                                  |                                  |                                  |                                  |                                  |                                  |                                  |                                  |                                  |                                  |                                  |                                  |                                  |                                  |                                  |                                  |                                  |
| Ucrania              | como parte de la Unión Soviética | como parte de la Unión Soviética | como parte de la Unión Soviética | como parte de la Unión Soviética | como parte de la Unión Soviética | como parte de la Unión Soviética | como parte de la Unión Soviética | como parte de la Unión Soviética | como parte de la Unión Soviética | como parte de la Unión Soviética | como parte de la Unión Soviética | como parte de la Unión Soviética | como parte de la Unión Soviética | como parte de la Unión Soviética | como parte de la Unión Soviética | como parte de la Unión Soviética | como parte de la Unión Soviética | como parte de la Unión Soviética | como parte de la Unión Soviética | como parte de la Unión Soviética | como parte de la Unión Soviética | como parte de la Unión Soviética |
| Unión Soviética      |                                  | 1º                               | 1º                               | 1º                               | 1º                               | 2º                               | 1º                               | 1º                               | 1º                               | 1º                               | 1º                               | 1º                               | 1º                               | 1º                               | 1º                               | 1º                               | 1º                               | 1º                               | 1º                               | 1º                               | 1º                               | 1º                               |
| Yugoslavia           |                                  |                                  |                                  | 5º                               | 9º                               | 4º                               | 5º                               | 5º                               | 7º                               | 6º                               | 2º                               | 3º                               | 8º                               | 8º                               | 5º                               | 2º                               | 3º                               | 4º                               | 4º                               | 5º                               | 2º                               | 4º                               |
| Total                | 5                                | 12                               | 12                               | 10                               | 16                               | 10                               | 10                               | 10                               | 10                               | 12                               | 13                               | 12                               | 12                               | 13                               | 13                               | 13                               | 14                               | 12                               | 12                               | 12                               | 12                               | 8                                |

| Equipo               | 1991                | 1993                     | 1995                              | 1997                              | 1999                              | 2001                              | 2003                              | 2005                              | 2007                              | 2009                     | 2011                     | 2013                     | 2015                     | 2017                     | 2019                     | 2021                     | 2023                     | 2025                     | 2027                     | Total |
| Austria              |                     |                          |                                   |                                   |                                   |                                   |                                   |                                   |                                   |                          |                          |                          |                          |                          |                          |                          |                          |                          |                          | 7     |
| Alemania             |                     |                          | 14º                               | 3º                                | 12º                               |                                   |                                   | 11º                               | 11º                               |                          | 13º                      |                          |                          |                          |                          |                          | 6º                       | 5º                       |                          | 17    |
| Alemania Democrática |                     | Reunificada con Alemania | Reunificada con Alemania          | Reunificada con Alemania          | Reunificada con Alemania          | Reunificada con Alemania          | Reunificada con Alemania          | Reunificada con Alemania          | Reunificada con Alemania          | Reunificada con Alemania | Reunificada con Alemania | Reunificada con Alemania | Reunificada con Alemania | Reunificada con Alemania | Reunificada con Alemania | Reunificada con Alemania | Reunificada con Alemania | Reunificada con Alemania | Reunificada con Alemania | 6     |
| Bielorrusia          | como URSS           | como URSS                |                                   |                                   |                                   |                                   |                                   |                                   | 3º                                | 4º                       | 9º                       | 5º                       | 4º                       | 15º                      | 13º                      | 4º                       | X                        | X                        | X                        | 8     |
| Bélgica              |                     |                          |                                   |                                   |                                   |                                   | 6º                                |                                   | 7º                                |                          |                          |                          |                          | 3º                       | 5º                       | 3º                       | 1º                       | 1º                       | Q                        | 16    |
| Bosnia y Herzegovina | como Yugoslavia     | como Yugoslavia          |                                   | 12º                               | 10º                               |                                   |                                   |                                   |                                   |                          |                          |                          |                          |                          |                          | 5º                       |                          |                          |                          | 3     |
| Bulgaria             | 4º                  | 6º                       |                                   |                                   |                                   |                                   |                                   |                                   |                                   |                          |                          |                          |                          |                          |                          |                          |                          |                          |                          | 22    |
| Checoslovaquia       | 5º                  |                          | Extinta                           | Extinta                           | Extinta                           | Extinta                           | Extinta                           | Extinta                           | Extinta                           | Extinta                  | Extinta                  | Extinta                  | Extinta                  | Extinta                  | Extinta                  | Extinta                  | Extinta                  | Extinta                  | Extinta                  | 22    |
| Croacia              | como Yugoslavia     | como Yugoslavia          | 8º                                |                                   | 8º                                |                                   |                                   |                                   | 13º                               |                          | 5º                       | 11º                      | 12º                      |                          |                          | 11º                      |                          |                          |                          | 7     |
| Dinamarca            |                     |                          |                                   |                                   |                                   |                                   |                                   |                                   |                                   |                          |                          |                          |                          |                          |                          |                          |                          |                          |                          | 3     |
| Escocia              |                     |                          |                                   |                                   |                                   |                                   |                                   |                                   |                                   |                          | X                        | X                        | X                        |                          | X                        |                          |                          |                          |                          | 1     |
| Eslovaquia           |                     | 3º                       | 4º                                | 2º                                | 4º                                | 8º                                | 7º                                |                                   |                                   | 8º                       | 13º                      | 12º                      | 9º                       | 8º                       |                          | 13º                      | 12º                      |                          |                          | 13    |
| Eslovenia            | como Yugoslavia     | como Yugoslavia          |                                   |                                   |                                   |                                   |                                   |                                   |                                   |                          |                          |                          |                          | 14º                      | 10º                      | 10º                      | 15º                      | 9º                       |                          | 5     |
| España               |                     | 1º                       | 9º                                | 5º                                |                                   | 3º                                | 3º                                | 3º                                | 2º                                | 3º                       | 9º                       | 1º                       | 3º                       | 1º                       | 1º                       | 7º                       | 2º                       | 2º                       |                          | 23    |
| Inglaterra           |                     |                          |                                   |                                   |                                   |                                   |                                   |                                   |                                   |                          | X                        | X                        | X                        |                          | X                        |                          |                          |                          |                          | 1     |
| Finlandia            |                     |                          |                                   |                                   |                                   |                                   |                                   |                                   |                                   |                          |                          |                          |                          |                          |                          |                          |                          |                          | Q                        | 6     |
| Francia              |                     | 2º                       | 11º                               |                                   | 2º                                | 1º                                | 5º                                | 5º                                | 8º                                | 1º                       | 3º                       | 2º                       | 2º                       | 2º                       | 2º                       | 2º                       | 3º                       | 4º                       |                          | 35    |
| Gran Bretaña         |                     |                          |                                   |                                   |                                   |                                   |                                   |                                   |                                   |                          | 11º                      | 9º                       | 20º                      |                          | 4º                       |                          | 10º                      | 14º                      |                          | 6     |
| Grecia               |                     |                          |                                   |                                   |                                   | 10º                               | 9º                                | 10º                               | 13º                               | 5º                       | 13º                      |                          | 10º                      | 4º                       |                          | 16º                      | 11º                      | 11º                      |                          | 11    |
| Hungría              | 3º                  | 8º                       | 12º                               | 4º                                |                                   | 7º                                | 10º                               |                                   |                                   | 13º                      |                          |                          | 17º                      | 12º                      | 7º                       |                          | 4º                       |                          |                          | 32    |
| Israel               | 8º                  |                          |                                   |                                   |                                   |                                   | 12º                               |                                   | 13º                               | 13º                      | 13º                      |                          |                          |                          |                          |                          | 16º                      |                          |                          | 7     |
| Italia               | 7º                  | 4º                       | 2º                                | 11º                               | 11º                               |                                   |                                   |                                   | 9º                                | 6º                       |                          | 8º                       | 15º                      | 7º                       | 9º                       | 9º                       | 9º                       | 3º                       |                          | 35    |
| Letonia              | como URSS           | como URSS                |                                   |                                   | 9º                                |                                   |                                   | 6º                                | 4º                                | 7º                       | 8º                       | 15º                      | 13º                      | 6º                       | 11º                      |                          | 13º                      |                          |                          | 10    |
| Lituania             | como URSS           | como URSS                | 5º                                | 1º                                | 6º                                | 4º                                |                                   | 4º                                | 6º                                | 11º                      | 7º                       | 14º                      | 8º                       |                          |                          |                          |                          | 8º                       | Q                        | 12    |
| Moldavia             | como URSS           | como URSS                | 6º                                | 7º                                |                                   |                                   |                                   |                                   |                                   |                          |                          |                          |                          |                          |                          |                          |                          |                          |                          | 2     |
| Montenegro           | como Yugoslavia     | como Yugoslavia          | como parte de Serbia y Montenegro | como parte de Serbia y Montenegro | como parte de Serbia y Montenegro | como parte de Serbia y Montenegro | como parte de Serbia y Montenegro | como parte de Serbia y Montenegro | como parte de Serbia y Montenegro |                          | 6º                       | 10º                      | 7º                       | 16º                      | 12º                      | 12º                      | 8º                       | 15º                      |                          | 8     |
| Países Bajos         |                     |                          |                                   |                                   |                                   |                                   |                                   |                                   |                                   |                          |                          |                          |                          |                          |                          |                          |                          |                          |                          | 16    |
| Polonia              | 6º                  | 5º                       |                                   |                                   | 1º                                | 6º                                | 4º                                | 7º                                |                                   | 11º                      | 11º                      |                          | 18º                      |                          |                          |                          |                          |                          |                          | 29    |
| Portugal             |                     |                          |                                   |                                   |                                   |                                   |                                   |                                   |                                   |                          |                          |                          |                          |                          |                          |                          |                          | 12º                      |                          | 1     |
| República Checa      | como Checoslovaquia | como Checoslovaquia      | 7º                                | 9º                                | 5º                                | 9º                                | 2º                                | 1º                                | 5º                                | 9º                       | 4º                       | 6º                       | 11º                      | 13º                      | 15º                      | 15º                      | 7º                       | 6º                       |                          | 16    |
| Rumania              |                     |                          | 13º                               |                                   |                                   | 12º                               |                                   | 12º                               | 13º                               |                          |                          |                          | 19º                      |                          |                          |                          |                          |                          |                          | 23    |
| Rusia                | URSS                | 7º                       | 3º                                | 6º                                | 3º                                | 2º                                | 1º                                | 2º                                | 1º                                | 2º                       | 1º                       | 13º                      | 6º                       | 9º                       | 8º                       | 6º                       | X                        | X                        | X                        | 15    |
| Serbia               | como Yugoslavia     | como Yugoslavia          | como parte de Serbia y Montenegro | como parte de Serbia y Montenegro | como parte de Serbia y Montenegro | como parte de Serbia y Montenegro | como parte de Serbia y Montenegro | como parte de Serbia y Montenegro | como parte de Serbia y Montenegro | 13º                      |                          | 4º                       | 1º                       | 11º                      | 3º                       | 1º                       | 5º                       | 13º                      |                          | 8     |
| Serbia y Montenegro  | como Yugoslavia     | como Yugoslavia          | 10º                               | 8º                                | 7º                                | 5º                                | 8º                                | 9º                                | 11º                               | Extinta                  | Extinta                  | Extinta                  | Extinta                  | Extinta                  | Extinta                  | Extinta                  | Extinta                  | Extinta                  | Extinta                  | 7     |
| Suecia               |                     |                          |                                   |                                   |                                   |                                   |                                   |                                   |                                   |                          |                          | 7º                       | 14º                      |                          | 6º                       | 8º                       |                          | 10º                      | Q                        | 10    |
| Suiza                |                     |                          |                                   |                                   |                                   |                                   |                                   |                                   |                                   |                          |                          |                          |                          |                          |                          |                          |                          | 16º                      |                          | 5     |
| Turquía              |                     |                          |                                   |                                   |                                   |                                   |                                   | 8º                                | 9º                                | 9º                       | 2º                       | 3º                       | 5º                       | 5º                       | 14º                      | 14º                      | 14º                      | 7º                       |                          | 11    |
| Ucrania              | como URSS           | como URSS                | 1º                                | 10º                               |                                   | 11º                               | 11º                               |                                   |                                   | 13º                      |                          | 16º                      | 16º                      | 10º                      | 16º                      |                          |                          |                          |                          | 9     |
| Unión Soviética      | 1º                  | Extinta                  | Extinta                           | Extinta                           | Extinta                           | Extinta                           | Extinta                           | Extinta                           | Extinta                           | Extinta                  | Extinta                  | Extinta                  | Extinta                  | Extinta                  | Extinta                  | Extinta                  | Extinta                  | Extinta                  | Extinta                  | 22    |
| Yugoslavia           | 2º                  |                          | Extinta                           | Extinta                           | Extinta                           | Extinta                           | Extinta                           | Extinta                           | Extinta                           | Extinta                  | Extinta                  | Extinta                  | Extinta                  | Extinta                  | Extinta                  | Extinta                  | Extinta                  | Extinta                  | Extinta                  | 20    |
| Total                | 8                   | 8                        | 14                                | 12                                | 12                                | 12                                | 12                                | 12                                | 16                                | 16                       | 16                       | 16                       | 20                       | 16                       | 16                       | 16                       | 16                       | 16                       | 16                       |       |